# Hinko Davila
Hinko pl. Davila (Krapina, 5. listopada 1858. – Zagreb, 15. kolovoza 1925. bio je hrvatski pripovjedač, feljtonist, putopisac.

## Životopis
Hinko pl. Davila rođen je u Krapini 5. listopada 1858,, a umro je u Zagrebu, 15. kolovoza 1925. Pohađao je Pučku školu u Krapini a gimnaziju je završio u Zagrebu. Rođen je u obitelji koja potječe iz Španjolske (Avila, Kastilja). U Zagrebu je započeo ljekarničko naukovanje, a završio ga u Krapini te od 1879. do 1882. studira farmaciju u Grazu. Radio je kao ljekarnik u Varaždinu, Pregradi, Donjoj Stubici, Novog Gradišci, Karlovcu i u Beogradu. U razdoblju od 1896. do 1909. objavljuje novele, feljtone, putopise te povijesne romane. Od 1900. bio je član Društva hrvatskih književnika. U povijesti književnosti ostat će upamćen ponajviše po romanu o Veroniki Desinićkoj u kojem opisuje nesretnu ljubav između nje i grofa Fridrika Celjskog.

## Djela
- Zagorska ruža, Zagreb, 1899., 1911.,
- Težki dani : historička pripoviest, Zagreb, 1900.
- Na jezerima, 1901.
- Igračka valovja : pripoviest iz francezkog doba u Hrvatskoj, Zagreb, 1904.
- Sitne priče, 1909.
- S puta u Pariz, Karlovac, 1900.
- Veronika Desinićka, Krapina, 1966.